# Wilhelm Conrad (Bankier)

Wilhelm Conrad

Carl Heinrich Wilhelm Conrad (* 18. Juni 1822 in Berlin; † 24. Dezember 1899 ebenda) war ein deutscher Bankier und Grundbesitzer. Er gründete die Colonie Alsen, aus der später die Gemeinde Wannsee hervorging.

## Leben und Werk

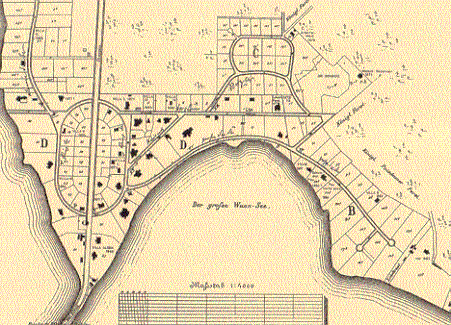
Karte der Colonie Alsen 1883
(Norden rechts)

Nachdem Conrad die städtische Gewerbeschule in Berlin besucht hatte, absolvierte er in Magdeburg eine kaufmännische Lehre mit Abschluss bei der Drogen- und Farbenhandlung Rüdiger & Pilarek. Danach ging er nach Frankreich, wo er 1843 in Paris in das Unternehmen Henrion & Bertier eintrat, eine chemische Fabrik gründete und in einer Glashütte bei Le Bourget weitere kaufmännische Erfahrungen sammelte. 1846 heiratete er Emilie Schucht, mit der er vier Kinder hatte.
Mit 38 Jahren kehrte er zurück in seine Geburtsstadt und wurde 1860 persönlich haftender Gesellschafter der preußischen Großbank Berliner Handels-Gesellschaft. 1863 fasste er den Plan zur Anlage einer Villenkolonie am Wannsee und kaufte den „Stimmingschen Gasthof“ an der Königstraße neben der heutigen Wannsee-Brücke mit den dazugehörigen 300 Morgen Heideland. Sodann ließ er vom Lenné-Schüler und späteren Direktor des Berliner Stadtgartenamtes Gustav Meyer einen Straßen- und Bebauungsplan entwickeln, woraufhin 1868 die Parzellierung und der Verkauf des Landes begannen. 1870 ließ Conrad den Gasthof abreißen und an seiner Stelle seine Villa Alsen errichten.
Sein Schwager Louis von Colomier hatte 1864 im Deutsch-Dänischen Krieg an der Eroberung der Insel Alsen (Erstürmung der Düppeler Schanzen) teilgenommen, woraufhin 1872 aus „patriotischer Gesinnung“ die gesamte Villenkolonie den Namen Alsen erhielt. Aus ihr ging die Gemeinde Wannsee hervor. Das historisch passende Monument für seine Kolonie fand Conrad mit dem Flensburger Löwen, von dem er 1874 (ältere Angaben 1869) eine Zinkkopie anfertigen und auf dem erhöht liegenden Bergpark aufstellen ließ. Laut Informationstafel vor Ort war das Monument „neben dem dekorativen Zweck auch ein Zeichen der Verehrung, die Wilhelm Conrad“ für Prinz Friedrich Karl Nikolaus von Preußen, den Sieger im Zweiten Schleswigschen Krieg, empfand. Die 2005 umfassend restaurierte Plastik der spätklassizistischen Monumentalbildhauerei steht heute am Wannseeufer bei Heckeshorn.
Versorgt wurde die Kolonie Alsen durch ein eigenes Wasserwerk, dem 1890 ein Elektrizitätswerk folgte. Conrad war ferner Initiator der 1874 gebauten Wannseebahn (einer Nebenstrecke der „Berlin-Potsdam-Magdeburger Eisenbahn“) und Vorsitzender in deren Aufsichtsrat. Im Volksmund wurde sie deshalb auch „Wahnsinnsbahn auf Conrädern“ oder „Bankierszüge“ genannt.
Conrad wurde für seine Verdienste mit dem Titel Geheimer Kommerzienrat geehrt. 1883 musste er als Gesellschafter der Berliner Handels-Gesellschaft ausscheiden, da die Bank aufgrund von heftigen Misserfolgen im Russlandgeschäft in eine kritische Lage gekommen war.

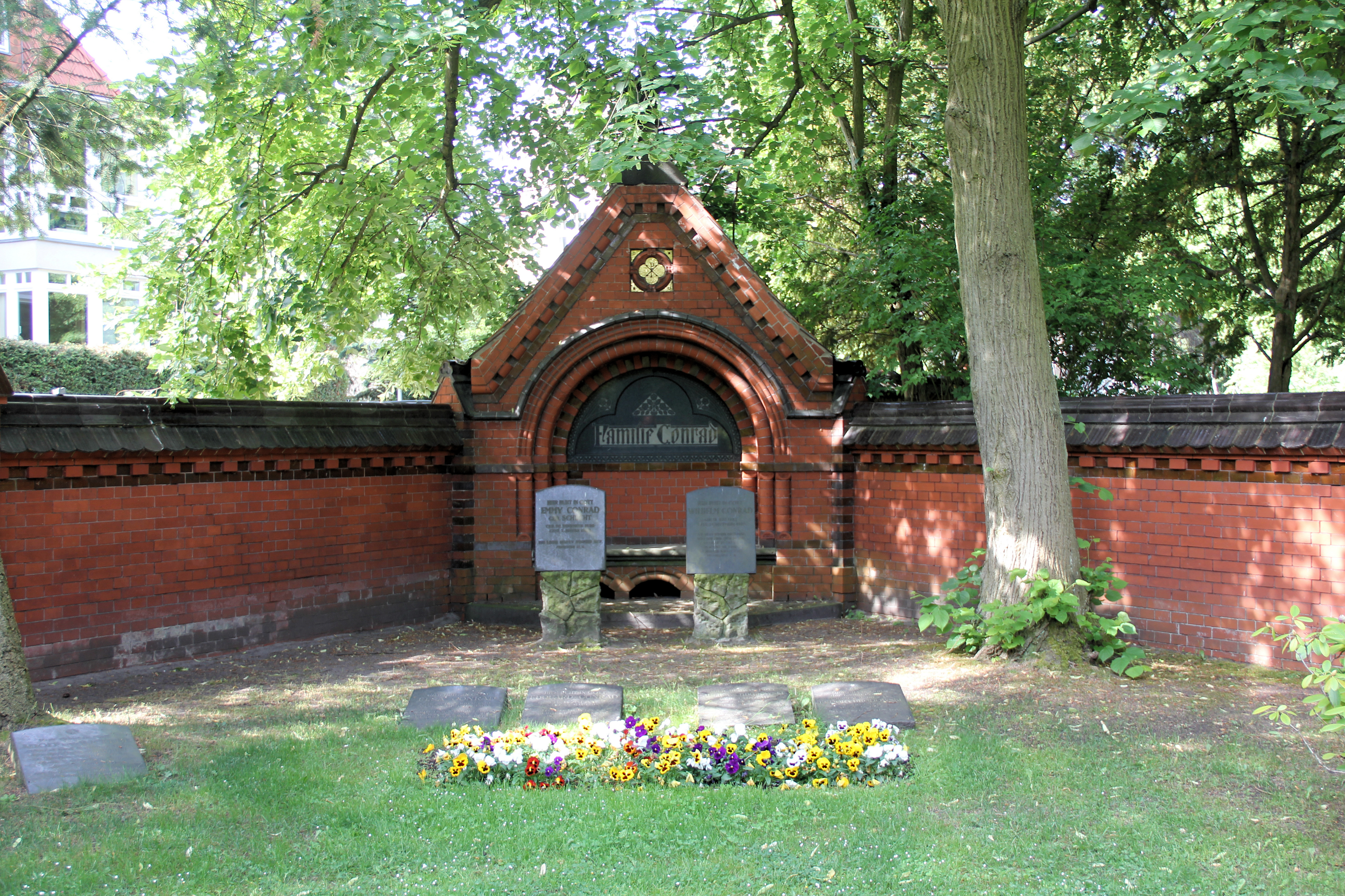
Ehrengrab von Wilhelm Conrad auf dem Friedhof Wannsee II in Berlin-Zehlendorf

Wilhelm Conrad starb 1899 im Alter von 77 Jahren in Berlin. Beigesetzt wurde er in einem Erbbegräbnis auf dem Neuen Friedhof Wannsee in der Lindenstraße, der 1887 auf von ihm angekauftem Land angelegt worden war. Das Eckwandgrab aus rotem Klinkermauerwerk in Form einer neoromanischen Ädikula mit Dreiecksgiebel wird von einem Kreuz bekrönt. Es befindet sich in der Nähe der ebenfalls von Conrad gestifteten und 1895/96 erbauten evangelischen Andreas-Kirche.
Auf Beschluss des Berliner Senats ist die letzte Ruhestätte von Wilhelm Conrad (Grablage Li AT 29) seit 1995 als Ehrengrab des Landes Berlin gewidmet. Die Widmung wurde 2018 um die übliche Frist von zwanzig Jahren verlängert.
Nach ihm ist die Conrad-Grundschule in Berlin-Wannsee benannt, ebenso wie die Conradstraße, der nördliche Abschnitt der Ringstraße um den südwestlichen Teil der ehemaligen Villenkolonie.